# Alexa Kenin
Alexa Jordan Kenin (* 16. Februar 1962 in New York, New York; † 10. September 1985 ebenda) war eine US-amerikanische Schauspielerin.

## Leben
Alexa Kenin wurde 1962 in New York als Tochter des Arztes Michael Kenin und der Schauspielerin Maya Kenin geboren. Inspiriert durch eine Aufführung von Der Nussknacker, hegte sie schon im Alter von drei Jahren den Wunsch später als Schauspielerin zu arbeiten. Im Alter von sieben Jahren wurde Kenin das erste Mal bei einer Talentagentur in ihrer Heimatstadt vorstellig, besuchte aber auf Wunsch ihrer Mutter weiterhin die Schule. Erst drei Jahre später, im Alter von zehn Jahren, gab sie mit der Nebenrolle der Carla Mae in Paul Bogarts Familienfilm The House Without a Christmas Tree ihr Debüt im US-amerikanischen Fernsehen, in dem sie unter anderem an der Seite von Oscar-Preisträger Jason Robards und Mildred Natwick agierte. 1977 feierte die 15-Jährige ihr Theaterdebüt am New Yorker Public Theater in der Inszenierung von John Guares Landscape of the Body neben Shirley Knight und F. Murray Abraham. Ab Ende der 1970er Jahre war Kenin regelmäßig mit Rollen im US-amerikanischen Fernsehen vertreten. 1979 erhielt sie die weibliche Hauptrolle in der kurzlebigen Channel-9-Serie Co-ed Fever. In der Geschichte um ein Mädchen-College, das nach 150-jährigem Bestehen erstmals männliche Schüler aufnimmt, war sie als Mauerblümchen Mousie zu sehen.
Im Jahr 1980 feierte Alexa Kenin ihr Kinodebüt als Freundin von Kristy McNichol in Ronald F. Maxwells Jugendfilm Kleine Biester, der über das sexuelle Erwachen 15-jähriger Mädchen in einem US-amerikanischen Ferienlager handelt. Während der Dreharbeiten in Madison, Georgia nahm Kenin stark an Gewicht zu. Nach Fertigstellung des Films, für den sie von der Washington Post gemeinsam mit den übrigen Nebendarstellerinnen Krista Errickson, Cynthia Nixon, Simone Schachter und Jenn Thompson eine lobende Erwähnung erhielt, reduzierte sie aus Karrieregründen ihr Gewicht um 10 Kilogramm und feierte wenig später mit Neil Simons Stück I Ought To Be In Pictures (1981) ihren Durchbruch als Theaterschauspielerin. Unter der Regie von Herbert Ross schlüpfte die 19-jährige Kenin Anfang Februar am Royal Alex und ab Mitte Mai am National Theatre in die Rolle der gleichaltrigen New Yorker Nachwuchsschauspielerin Libby Tucker, die in Hollywood ihr Glück sucht und ihren Vater (gespielt von Bill Macy) wiedertrifft, einem erfolglosen Drehbuchautor, der vor Jahren die Familie verließ. Die Washington Post lobte den Part der Libby als einer der Einnehmendsten in Simons Werk und Kenin für ihre gleichsam „lustige, lebhafte aber wirklich rührende Darstellerleistung“, während die kanadische Globe and Mail schon drei Monate früher das Potential von I Ought To Be In Pictures erkannt hatte und in Hinblick auf die Unscheinbarkeit der Figur davon sprach, dass keine andere Schauspielerin jemals so sehr aus der Not eine Tugend gemacht hätte, nicht wunderschön auszusehen, wie es Kenin täte.
Nach dem Erfolg von I Ought To Be In Pictures spielte Alexa Kenin 1982 in dem CBS-Fernsehfilm Ein Piano für Mrs. Cimino die Enkelin der schwächelnden und senilen Titelheldin Bette Davis, die nach der gerichtlichen Entmündigung um die Kontrolle über ihr Leben und ihren Besitz kämpft. Im selben Jahr lobten Kritiker ihre Arbeit in Clint Eastwoods Honkytonk Man, in dem sie in einer tragenden Nebenrolle als junge und musikalisch wenig bewanderte Provinz-Kellnerin zu sehen ist, die von einer Karriere als Country-Sängerin träumt. Eastwood, der in dem Roadmovie neben seinem Sohn Kyle auch die Titelrolle verkörpert, hatte der jungen Schauspielerin, die zu jener Zeit Philosophie an der Columbia University studierte, ohne jedes Vorsprechen den Part der Marlene anvertraut.
Für Alexa Kenin folgten nach Honkytonk Man weitere Nebenrollen in dem Fernsehfilm Princess Daisy (1983) und 1984 in der Kinokomödie Einfach affig mit Karen Allen, Armand Assante und Holly Hunter. Im Mai 1985 agierte die Schauspielerin gemeinsam mit Amanda Plummer als zwei nach Spaß suchende, sonnengebräunte College-Absolventinnen in der Produktion von Richard Greenbergs Life Under Water, das auf dem New Yorker Einakter-Theaterfestival Marathon '85 des Ensemble Studio Theater aufgeführt wurde. Vier Monate später, kurz nach Beendigung der Dreharbeiten zur Kinokomödie Pretty in Pink mit Molly Ringwald und Harry Dean Stanton, wurde Kenin tot in ihrem Manhattaner Appartement aufgefunden. Die 23-jährige Schauspielerin soll offiziellen Angaben zufolge an Komplikationen einer Asthma-Erkrankung verstorben sein. Ein Jahr nach ihrem Tod startete Pretty in Pink, ihr letzter Film, in den Kinos, der ihrem Andenken gewidmet ist;  die Screwball-Komödie Einfach affig kam dagegen erst 1989 in die US-amerikanischen Kinos.

## Filmografie (Auswahl)
- 1972: The House Without a Christmas Tree (TV)
- 1978: The Word (TV-Serie)
- 1979: Co-ed Fever (TV-Serie)
- 1980: Kleine Biester (Little Darlings)
- 1980: A Perfect Match (TV)
- 1981: Der unbekannte Zeuge (Word of Honor, TV)
- 1982: Ein Piano für Mrs. Cimino (A Piano for Mrs. Cimino, TV)
- 1982: Honkytonk Man
- 1983: Princess Daisy (TV)
- 1986: Pretty in Pink
- 1989: Einfach affig (Animal Behavior)

## Theaterstücke
- 1977: Landscape of the Body
- 1977–1978: The Elusive Angel
- 1981: I Ought To Be In Pictures
- 1985: Life Under Water